# 養父市立八鹿青渓中学校
養父市立八鹿青渓中学校（やぶしりつ ようかせいけい ちゅうがっこう）は、兵庫県養父市にある公立中学校。

## 沿革
- 1964年（昭和39年）4月1日 八鹿中と高柳中を八鹿町立八鹿中学校に統合
- 2004年（平成16年）4月1日 養父郡4町が合併により養父市となったことに伴い養父市立八鹿中学校、養父市立青渓中学校に改称
- 2010年（平成22年）4月1日 養父市立八鹿中学校と養父市立青渓中学校が統合、養父市立八鹿青渓中学校創立
- 2017年（平成29年）文化祭と体育祭を合併し、「八鹿青渓祭」となって9月中旬に開催されることとなった。これにより、授業時間が大幅に増えた。

## 部活動
- 野球部
- ソフトボール部
- ソフトテニス部
- 卓球部
- バスケットボール部
- 女子バレーボール部
- 吹奏楽部

## 通学区域
養父市八鹿町全域。以下の4小学校区に該当する。
- 養父市立高柳小学校
- 養父市立八鹿小学校
- 養父市立宿南小学校
- 養父市立伊佐小学校

## 通学区域が隣接している学校
- 養父市立関宮学園
- 養父市立大屋中学校
- 養父市立養父中学校
- 豊岡市立出石中学校
- 豊岡市立日高東中学校
- 豊岡市立日高西中学校
- 香美町立村岡中学校